# El Puente Barrio de las Rosas
El Puente Barrio de las Rosas är en ort i kommunen San José del Rincón i delstaten Mexiko i Mexiko. Samhället hade 705 invånare vid folkräkningen 2020.